# Wereldkampioenschappen schaatsen sprint 2007
De wereldkampioenschappen schaatsen sprint 2007 werden op 20 en 21 januari 2007 gereden in het Vikingskipet in Hamar. Titelverdedigers waren de Wereldkampioenen van 2006 in Heerenveen, de Russin Svetlana Zjoerova en de Amerikaan Joey Cheek kampioen, die beiden ontbraken in Hamar.
In Hamar werden de Koreaan Lee Kyou-hyuk en de Duitse Anni Friesinger wereldkampioen.
Vooral in het vrouwentoernooi was het opvallend dat de allroundsters de toon zetten. Anni Friesinger, Ireen Wüst en Cindy Klassen werden één, twee en drie. De winst werd vooral gemaakt op de 1000 meter. Margot Boer en Annette Gerritsen werden resp. zesde en zevende. Vooral Margot Boer viel op doordat zij op beide afstanden tweemaal haar persoonlijke record verbeterde.
De Nederlandse heren vielen tegen. Gerard van Velde werd gediskwalificeerd doordat hij uit een binnenbocht vloog en zijn tegenstander hinderde, Jan Bos Presteerde over het geheel genomen matig en Erben Wennemars "verprutste" zijn tweede 500 meter. Beorn Nijenhuis was de beste Nederlander met een vijfde plaats in het eindklassement, zijn beste klassering ooit.
| Datum                    | Onderdeel                                                               |
| ------------------------ | ----------------------------------------------------------------------- |
| zaterdag 20 januari 2007 | 500 meter vrouwen 500 meter mannen 1000 meter vrouwen 1000 meter mannen |
| zondag 21 januari 2007   | 500 meter vrouwen 500 meter mannen 1000 meter vrouwen 1000 meter mannen |

## 500 meter, 1e run
| Rang   | Schaatsster      | Land      | Tijd     |
| ------ | ---------------- | --------- | -------- |
| Goud   | Jenny Wolf       | Duitsland | 37,88 BR |
| Zilver | Shihomi Shinya   | Japan     | 38,29    |
| Brons  | Svetlana Kajkan  | Rusland   | 38,32    |
| 4      | Sayuri Osuga     | Japan     | 38,35    |
| 5      | Anni Friesinger  | Duitsland | 38,42    |
| 6      | Chiara Simionato | Italië    | 38,50    |
| 7      | Zhang Shuang     | China     | 38,52    |
| 8      | Tomomi Okazaki   | Japan     | 38,66    |
| 9      | Margot Boer      | Nederland | 38,67 PR |
| 10     | Sayuri Yoshii    | Japan     | 38,77    |

| Rang   | Schaatser           | Land             | Tijd     |
| ------ | ------------------- | ---------------- | -------- |
| Goud   | Pekka Koskela       | Finland          | 34,80 BR |
| Zilver | Keiichiro Nagashima | Japan            | 34,97    |
| Brons  | Dmitri Lobkov       | Rusland          | 35,03    |
| 4      | Lee Kyou-hyuk       | Zuid-Korea       | 35,11    |
| 5      | Even Wetten         | Noorwegen        | 35,18 PR |
| 6      | Erben Wennemars     | Nederland        | 35,20    |
| 7      | Beorn Nijenhuis     | Nederland        | 35,31    |
| 8      | Tucker Fredricks    | Verenigde Staten | 35,33    |
| 9      | Hiroyasu Shimizu    | Japan            | 35,34    |
| 9      | Kip Carpenter       | Verenigde Staten | 35,34    |

## 1000 meter, 1e run
| Rang   | Schaatsster          | Land      | Tijd       |
| ------ | -------------------- | --------- | ---------- |
| Goud   | Anni Friesinger      | Duitsland | 1.15,12 BR |
| Zilver | Ireen Wüst           | Nederland | 1.15,29    |
| Brons  | Cindy Klassen        | Canada    | 1.15,57    |
| 4      | Kristina Groves      | Canada    | 1.16,13    |
| 5      | Shannon Rempel       | Canada    | 1.16,40    |
| 6      | Chiara Simionato     | Italië    | 1.16,59    |
| 7      | Jekaterina Lobysjeva | Rusland   | 1.16,78    |
| 8      | Margot Boer          | Nederland | 1.16,79 PR |
| 9      | Annette Gerritsen    | Nederland | 1.16,99    |
| 10     | Sayuri Yoshii        | Japan     | 1.17,13    |

| Rang   | Schaatser        | Land             | Tijd       |
| ------ | ---------------- | ---------------- | ---------- |
| Goud   | Shani Davis      | Verenigde Staten | 1.08,41 BR |
| Zilver | Lee Kyou-hyuk    | Zuid-Korea       | 1.08,56    |
| Brons  | Erben Wennemars  | Nederland        | 1.08,67    |
| 4      | Denny Morrison   | Canada           | 1.08,68    |
| 5      | Beorn Nijenhuis  | Nederland        | 1.08,96    |
| 6      | Jevgeni Lalenkov | Rusland          | 1.09,00    |
| 7      | Pekka Koskela    | Finland          | 1.09,03    |
| 8      | Jan Bos          | Nederland        | 1.09,32    |
| 9      | Even Wetten      | Noorwegen        | 1.09,39    |
| 10     | Dmitri Lobkov    | Rusland          | 1.09,49    |

## 500 meter, 2e run
| Rang   | Schaatsster       | Land      | Tijd     |
| ------ | ----------------- | --------- | -------- |
| Goud   | Jenny Wolf        | Duitsland | 38,07    |
| Zilver | Shihomi Shinya    | Japan     | 38,14    |
| Brons  | Sayuri Osuga      | Japan     | 38,26    |
| 4      | Svetlana Kajkan   | Rusland   | 38,29    |
| 5      | Anni Friesinger   | Duitsland | 38,39    |
| 6      | Annette Gerritsen | Nederland | 38,61    |
| 7      | Chiara Simionato  | Italië    | 38,73    |
| 8      | Cindy Klassen     | Canada    | 38,76    |
| 8      | Zhang Shuang      | China     | 38,76    |
| 10     | Ireen Wüst        | Nederland | 38,79 PR |

| Rang   | Schaatser           | Land             | Tijd     |
| ------ | ------------------- | ---------------- | -------- |
| Goud   | Pekka Koskela       | Finland          | 34,94    |
| Zilver | Dmitri Lobkov       | Rusland          | 34,95    |
| Brons  | Lee Kyou-hyuk       | Zuid-Korea       | 35,04    |
| 4      | Tucker Fredricks    | Verenigde Staten | 35,22    |
| 5      | Keiichiro Nagashima | Japan            | 35,35    |
| 6      | Beorn Nijenhuis     | Nederland        | 35,36    |
| 7      | Shani Davis         | Verenigde Staten | 35,42    |
| 8      | Takaharu Nakajima   | Japan            | 35,42 PR |
| 9      | Mika Poutala        | Finland          | 35,53    |
| 10     | Brock Miron         | Canada           | 35,54    |

## 1000 meter, 2e run
| Rang   | Schaatsster          | Land      | Tijd       |
| ------ | -------------------- | --------- | ---------- |
| Goud   | Anni Friesinger      | Duitsland | 1.15,13    |
| Zilver | Ireen Wüst           | Nederland | 1.15,20    |
| Brons  | Cindy Klassen        | Canada    | 1.15,49    |
| 4      | Annette Gerritsen    | Nederland | 1.16,36    |
| 5      | Chiara Simionato     | Italië    | 1.16,48    |
| 6      | Margot Boer          | Nederland | 1.16,55 PR |
| 7      | Kristina Groves      | Canada    | 1.16,64    |
| 8      | Shannon Rempel       | Canada    | 1.17,12    |
| 9      | Jekaterina Lobysjeva | Rusland   | 1.17,14    |
| 10     | Shihomi Shinya       | Japan     | 1.17,31    |

| Rang   | Schaatser        | Land             | Tijd       |
| ------ | ---------------- | ---------------- | ---------- |
| Goud   | Shani Davis      | Verenigde Staten | 1.08,38 BR |
| Zilver | Lee Kyou-hyuk    | Zuid-Korea       | 1.08,69    |
| Brons  | Denny Morrison   | Canada           | 1.08,78    |
| 4      | Erben Wennemars  | Nederland        | 1.08,79    |
| 5      | Beorn Nijenhuis  | Nederland        | 1.08,83    |
| 6      | Jevgeni Lalenkov | Rusland          | 1.09,16    |
| 7      | Pekka Koskela    | Finland          | 1.09,17    |
| 8      | Jan Bos          | Nederland        | 1.09,24    |
| 9      | Dmitri Lobkov    | Rusland          | 1.09,54    |
| 10     | Kip Carpenter    | Verenigde Staten | 1.09,60    |

## Eindklassement
| Rang   | Schaatsster          | Land             | 1e 500m | 1e 1000m | 2e 500m | 2e 1000m | Puntentotaal |
| ------ | -------------------- | ---------------- | ------- | -------- | ------- | -------- | ------------ |
| Goud   | Anni Friesinger      | Duitsland        | 5       | 1        | 5       | 1        | 151,935      |
| Zilver | Ireen Wüst           | Nederland        | 14      | 2        | 10      | 2        | 152,995      |
| Brons  | Cindy Klassen        | Canada           | 16      | 3        | 8       | 3        | 153,370      |
| 4      | Shihomi Shinya       | Japan            | 2       | 11       | 2       | 10       | 153,680      |
| 5      | Chiara Simionato     | Italië           | 6       | 6        | 7       | 5        | 153,765      |
| 6      | Margot Boer          | Nederland        | 9       | 8        | 11      | 6        | 154,150      |
| 7      | Annette Gerritsen    | Nederland        | 13      | 9        | 6       | 4        | 154,165      |
| 8      | Svetlana Kajkan      | Rusland          | 3       | 16       | 4       | 20       | 154,680      |
| 9      | Sayuri Osuga         | Japan            | 4       | 17       | 3       | 21       | 154,715      |
| 10     | Shannon Rempel       | Canada           | 11      | 5        | 15      | 8        | 154,720      |
| 11     | Sayuri Yoshii        | Japan            | 10      | 10       | 13      | 12       | 155,145      |
| 12     | Zhang Shuang         | China            | 7       | 21       | 8       | 13       | 155,360      |
| 13     | Jekaterina Lobysjeva | Rusland          | 18      | 7        | 21      | 9        | 155,510      |
| 14     | Elli Ochowicz        | Verenigde Staten | 15      | 12       | 12      | 11       | 155,540      |
| 15     | Kristina Groves      | Canada           | 22      | 4        | 24      | 7        | 155,575      |
| 16     | Tomomi Okazaki       | Japan            | 8       | 18       | 14      | 17       | 155,685      |
| 17     | Pamela Zoellner      | Duitsland        | 16      | 14       | 16      | 16       | 156,040      |
| 18     | Judith Hesse         | Duitsland        | 19      | 19       | 20      | 19       | 156,560      |
| 19     | You-Lim Kim          | Zuid-Korea       | 24      | 15       | 22      | 15       | 156,920      |
| 20     | Jekaterina Abramova  | Rusland          | 23      | 24       | 18      | 14       | 156,935      |
| 21     | Jin Peiyu            | China            | 20      | 25       | 19      | 25       | 157,610      |
| 22     | Chris Witty          | Verenigde Staten | 25      | 20       | 25      | 18       | 157,675      |
| 23     | Paulina Wallin       | Zweden           | 20      | 28       | 17      | 27       | 158,655      |
| 24     | Sofia Albertsson     | Zweden           | 27      | 22       | 26      | 23       | 158,685      |
| 25     | Svetlana Radkevitsj  | Wit-Rusland      | 26      | 27       | 23      | 26       | 158,820      |
| 26     | Hedvig Bjelkevik     | Noorwegen        | 29      | 23       | 28      | 22       | 159,345      |
| 27     | Maren Haugli         | Noorwegen        | 30      | 26       | 29      | 24       | 160,885      |
| 28     | Jessica Smith        | Verenigde Staten | 28      | 29       | 27      | 29       | 162,435      |
| 29     | Daniela Oltean       | Roemenië         | 31      | 30       | 30      | 28       | 164,855      |
| DQ2    | Jenny Wolf           | Duitsland        | 1       | DQ       | 1       |          | 75,950       |
| NS3    | Marianne Timmer      | Nederland        | 11      | 13       | NS      |          | 77,595       |

Compleet eindklassment vrouwen[dode link]
| Rang   | Schaatser                 | Land             | 1e 500m | 1e 1000m | 2e 500m | 2e 1000m | Puntentotaal |
| ------ | ------------------------- | ---------------- | ------- | -------- | ------- | -------- | ------------ |
| Goud   | Lee Kyou-hyuk             | Zuid-Korea       | 4       | 2        | 3       | 2        | 138,775      |
| Zilver | Pekka Koskela             | Finland          | 1       | 7        | 1       | 7        | 138,840      |
| Brons  | Shani Davis               | Verenigde Staten | 12      | 1        | 7       | 1        | 139,435      |
| 4      | Dmitri Lobkov             | Rusland          | 3       | 10       | 2       | 9        | 139,495      |
| 5      | Beorn Nijenhuis           | Nederland        | 7       | 5        | 6       | 5        | 139,565      |
| 6      | Erben Wennemars           | Nederland        | 6       | 3        | 13      | 4        | 139,620      |
| 7      | Denny Morrison            | Canada           | 23      | 4        | 16      | 3        | 140,400      |
| 8      | Kip Carpenter             | Verenigde Staten | 9       | 13       | 11      | 10       | 140,620      |
| 9      | Keiichiro Nagashima       | Japan            | 2       | 16       | 5       | 15       | 140,675      |
| 10     | Jevgeni Lalenkov          | Rusland          | 20      | 6        | 15      | 6        | 140,700      |
| 11     | Even Wetten               | Noorwegen        | 5       | 9        | 12      | 18       | 140,895      |
| 12     | Jan Bos                   | Nederland        | 15      | 8        | 17      | 8        | 140,940      |
| 13     | Takaharu Nakajima         | Japan            | 11      | 26       | 7       | 12       | 141,560      |
| 14     | Tucker Fredricks          | Verenigde Staten | 8       | 27       | 4       | 17       | 141,565      |
| 15     | Mika Poutala              | Finland          | 12      | 19       | 9       | 19       | 141,690      |
| 16     | Aleksej Prosjin           | Rusland          | 17      | 18       | 24      | 13       | 142,115      |
| 17     | Samuel Schwarz            | Duitsland        | 24      | 15       | 25      | 11       | 142,200      |
| 18     | Choi Jae-bong             | Zuid-Korea       | 20      | 20       | 14      | 22       | 142,350      |
| 19     | Dag Erik Kleven           | Noorwegen        | 18      | 23       | 22      | 14       | 142,480      |
| 20     | Ermanno Ioriatti          | Italië           | 22      | 21       | 19      | 16       | 142,485      |
| 21     | Maciej Ustynowicz         | Polen            | 14      | 29       | 21      | 20       | 142,835      |
| 22     | Chris Needham             | Verenigde Staten | 26      | 22       | 23      | 23       | 143,100      |
| 23     | Jan Friesinger            | Duitsland        | 27      | 24       | 27      | 24       | 143,520      |
| 24     | Aleksej Jesin             | Rusland          | 28      | 17       | 31      | 21       | 143,630      |
| 25     | Pasi Koskela              | Finland          | 25      | 32       | 18      | 27       | 143,845      |
| 26     | Aleksej Zjigin            | Kazachstan       | 30      | 25       | 29      | 28       | 144,430      |
| 27     | Artur Waś                 | Polen            | 19      | 31       | 32      | 29       | 144,520      |
| 28     | Vladimir Sjerstjuk        | Kazachstan       | 31      | 34       | 33      | 30       | 147,740      |
| 29     | Marius Băcilă             | Roemenië         | 32      | 36       | 34      | 32       | 151,525      |
| 30     | Joel Eriksson             | Zweden           | 33      | 28       | 30      | 26       | 157,090      |
| 31     | Bing Sun                  | China            | 34      | 33       | 28      | 31       | 162,315      |
| 32     | Brock Miron               | Canada           | 35      | 12       | 10      | 25       | 166,670      |
| DQ3    | Gerard van Velde          | Nederland        | 15      | 14       | DQ      |          | 70,660       |
| DQ1    | Christoffer Fagerli Rukke | Noorwegen        | DQ      | 11       | 20      |          | 70,915       |
| NS3    | Hiroyasu Shimizu          | Japan            | 9       | 30       | NS      |          | 71,075       |
| DQ3    | Jianquan Zhu              | China            | 29      | 35       | DQ      |          | 73,700       |
| DQ1    | Risto Rosendahl           | Finland          | DQ      | DQ       | 26      |          | 36,220       |
| NS2    | Mike Ireland              | Canada           | 36      | NS       |         |          | 82,240       |

Compleet eindklassment mannen[dode link]
1. ↑  https://kijkonderzoek.nl/component/com_kijkcijfers/Itemid,133/file,j1-9-1-p